# 북마케도니아 총리
북마케도니아의 총리(마케도니아어: Претседател на Владата на Република Северна Македонија)는 북마케도니아의 행정부 수반이다. 총리는 의회 여당의 지도자이자 내각의 지도자이다.

## 역사
마케도니아 사회주의 공화국 시절 유일한 최고 장관은 에마누엘 추츠코프였다. 그는 1945년 3월 7일 취임해서 같은 해 4월 16일 퇴임했다. 그리고 유일한 총리는 라자르 콜리셰프스키이었으며, 1945년 4월 취임, 1953년부터 총리급의 직책인 행정위원회 의장직을 연임했다. 라자르 콜리셰프스키를 포함한 역대 행정위원회 의장은 총 9명이다.
1991년, 마케도니아 공화국이 수립되면서 초대 총리로 니콜라 클류세프가 선출되었다.
최장 기간 재직한 총리는 니콜라 그루에프스키로 총 4번의 선거를 치렀고, 9년 144일간 재직했다.
연임을 했던 총리는 2명으로 브란코 츠르벤코프스키와 조란 자에프이다. 브란코 츠르벤코프스키는 1992년부터 1998년까지(초선), 2002년부터 2004년까지(재선) 재직했다. 조란 자에프는 2017년부터 2020년까지(초선), 2020년부터 2022년까지(재선) 재직했다.
전직 총리는 제11대 총리로 탈라트 자페리로 북마케도니아 역사상 첫 알바니아인 혈통 총리였다.
현직 총리 흐리스티얀 미츠코스키는 2024년 6월 23일에 북마케도니아 총리에 취임하였다.

## 역대 총리 명단

### 마케도니아 사회주의 공화국 (1943-1991년)
| 대 | 총리                  | 총리   | 임기            | 임기            | 소속 정당         | 직책                       |
| 대 | 이름                  | 초상   | 임기 시작       | 임기 종료       | 소속 정당         | 직책                       |
| -- | --------------------- | ------ | --------------- | --------------- | ----------------- | -------------------------- |
| 1  | 에마누엘 처치코프     |        | 1945년 3월 7일  | 1945년 4월 16일 | 마케도니아 공산당 | 최고 장관                  |
| 2  | 라자르 콜리셰프스키   |        | 1945년 4월 16일 | 1953년          | 마케도니아 공산당 | 총리                       |
| 2  | 라자르 콜리셰프스키   | 1953년 | 1953년 12월     | 행정위원회 의장 | 마케도니아 공산당 |                            |
| 3  | 륩코 아르소프         |        | 1953년 12월     | 행정위원회 의장 | 1961년            | 마케도니아 공산주의자 동맹 |
| 4  | 알렉산다르 글리치코프 |        | 1961년          | 행정위원회 의장 | 1965년            | 마케도니아 공산주의자 동맹 |
| 5  | 니콜라 민체프         |        | 1965년          | 행정위원회 의장 | 1968년            | 마케도니아 공산주의자 동맹 |
| 6  | 켄테 보고예프         |        | 1968년          | 행정위원회 의장 | 1974년 3월        | 마케도니아 공산주의자 동맹 |
| 7  | 블라고이 포포브       |        | 1974년 3월      | 행정위원회 의장 | 1982년 4월 29일   | 마케도니아 공산주의자 동맹 |
| 8  | 드라골주브 스타브레프 |        | 1982년 4월 29일 | 행정위원회 의장 | 1986년 6월        | 마케도니아 공산주의자 동맹 |
| 9  | 글리가리제 고고프스키 |        | 1986년 6월      | 행정위원회 의장 | 1991년 1월 27일   | 마케도니아 공산주의자 동맹 |

### 마케도니아 및 북마케도니아 공화국 (1991-현재)
| 대                                                                     | 총리                    | 총리 | 임기             | 임기             | 재직 기간 | 소속 정당                                           | 선거                | 비고 |
| 대                                                                     | 이름                    | 초상 | 임기 시작        | 임기 종료        | 재직 기간 | 소속 정당                                           | 선거                | 비고 |
| ---------------------------------------------------------------------- | ----------------------- | ---- | ---------------- | ---------------- | --------- | --------------------------------------------------- | ------------------- | ---- |
| 1                                                                      | 니콜라 클류세프         |      | 1991년 1월 27일  | 1992년 8월 17일  | 1년 203일 | 무소속                                              | 1990                |      |
| 2                                                                      | 브란코 츠르벤코프스키   |      | 1992년 8월 17일  | 1998년 11월 30일 | 6년 105일 | 마케도니아 사회민주주의 동맹                        | 1994                |      |
| 3                                                                      | 류브초 게오르기예프스키 |      | 1998년 11월 30일 | 2002년 11월 1일  | 3년 336일 | 내부 마케도니아 혁명 기구-마케도니아 국민통합민주당 | 1998                |      |
| (2)                                                                    | 브란코 츠르벤코프스키   |      | 2002년 11월 1일  | 2004년 5월 12일  | 1년 193일 | 마케도니아 사회민주주의 동맹                        | 2002                |      |
| 라드밀라 셰케린스카 1차 권한대행 (2004년 5월 12일 ~ 2004년 6월 2일)    |                         |      |                  |                  |           |                                                     |                     |      |
| 5                                                                      | 하리 코스토프           |      | 2004년 6월 2일   | 2004년 11월 18일 | 169일     | 무소속                                              | -                   |      |
| 라드밀라 셰케린스카 2차 권한대행 (2004년 11월 18일 ~ 2004년 12월 17일) |                         |      |                  |                  |           |                                                     |                     |      |
| 6                                                                      | 블라도 부치코프스키     |      | 2004년 12월 17일 | 2006년 8월 27일  | 1년 253일 | 마케도니아 사회민주주의 동맹                        | -                   |      |
| 7                                                                      | 니콜라 그루에프스키     |      | 2006년 8월 27일  | 2016년 1월 18일  | 9년 144일 | 내부 마케도니아 혁명 기구-마케도니아 국민통합민주당 | 2006 2008 2011 2014 |      |
| 8                                                                      | 에밀 디미트리에프       |      | 2016년 1월 18일  | 2017년 5월 31일  | 1년 133일 | 내부 마케도니아 혁명 기구-마케도니아 국민통합민주당 | -                   |      |
| 9                                                                      | 조란 자에프             |      | 2017년 5월 31일  | 2020년 1월 3일   | 2년 217일 | 마케도니아 사회민주주의 동맹                        | 2016                |      |
| 10                                                                     | 올리베르 스파소프스키   |      | 2020년 1월 3일   | 2020년 8월 30일  | 240일     | 마케도니아 사회민주주의 동맹                        | -                   |      |
| (9)                                                                    | 조란 자에프             |      | 2020년 8월 30일  | 2022년 1월 16일  | 1년 140일 | 마케도니아 사회민주주의 동맹                        | 2020                |      |
| 11                                                                     | 디미타르 코바체프스키   |      | 2022년 1월 16일  | 2024년 1월 28일  | 2년 12일  | 마케도니아 사회민주주의 동맹                        |                     |      |
| 12                                                                     | 탈라트 자페리           |      | 2024년 1월 28일  | 2024년 6월 23일  | 147일     | 통합을 위한 민주연합                                |                     |      |
| 13                                                                     | 흐리스티얀 미츠코스키   |      | 2024년 6월 23일  |                  | 1년       | 내부 마케도니아 혁명 기구-마케도니아 국민통합민주당 |                     |      |

## 같이 보기
- 북마케도니아의 대통령
- 북마케도니아의 부통령
- 북마케도니아의 의회의장